# Wawrzyniec Bartilius
Wawrzyniec Bartilius, SJ (ur. 9 sierpnia 1569 w Tarnowie, zm. 28 sierpnia 1635 w Smoleńsku) – jezuita, prowincjał litewski, filozof i teolog; autor dzieł ascetycznych. Mistrz – spowiednik św. Andrzeja Boboli w nowicjacie.

## Życiorys
Wykształcenie średnie zdobył w Kolegium Jezuitów w Jarosławiu. W 1585 r. wstąpił do zakonu jezuitów i w Brunsbergu (obecnie Braniewo) odbył dwuletni nowicjat. Filozofię studiował w Kolegium Jezuitów w Braniewie (1592–1595), a teologię w Kolegium Jezuitów w Poznaniu (1597–1601). Święcenia kapłańskie przyjął w 1601. W 1603 udał się przez Loreto do Rzymu, gdzie przez pół roku przebywał w domu nowicjatu, by zapoznawać się z jego organizacją oraz metodami wychowywania i kształcenia nowicjuszów, co miał potem przeszczepić do nowicjatu wileńskiego, jako jego magister w latach 1611–1617. Wcześniej jednak, w latach 1605–1608 wykładał filozofię w Akademii Wileńskiej. Z tego okresu pochodzi zachowany do dziś rękopis wykładów logiki oraz dwa drukowane zbiory tez z zakresu logiki. W Akademii Wileńskiej uzyskał stopień magistra sztuk wyzwolonych i filozofii, równoważny wówczas z doktoratem. W roku 1610/1611 wykładał teologię moralną w Kolegium Jezuitów w Nieświeżu (zachował się rękopis wykładów).
Po przekazaniu obowiązków magistra nowicjatu wykładał teologię pozytywną, tj. Pismo Św., w Akademii Wileńskiej (1617–1619), a w latach 1620–1623 był rektorem Kolegium Jezuitów w Pułtusku.
Odznaczał się wielką pracowitością i wszechstronnym oczytaniem w literaturze ascetycznej. Był umysłem krytycznym, trzeźwym i spostrzegawczym.
Gdy w 1629 r. wskutek epidemii w Nieświeżu, ewakuowano całe kolegium na Polesie, Bartilius pozostał na miejscu, by nieść pomoc zarażonym.
W 1635 Bartilius został prowincjałem Litewskiej Prowincji TJ, która liczyła wówczas ponad 500 jezuitów. Zmarł jednak tego samego roku w Smoleńsku.
Jego ciało przewieziono do Wilna i pochowano w kościele św. Jana, w krypcie pod kaplicą sodalicyjną św. Stanisława Kostki.
Oprócz wspomnianych wyżej prac z filozofii i teologii moralnej Bartilius zostawił kilkanaście prac o charakterze ascetycznym, m.in.:
- Alfabet duchowny
- Obowiązki dobrego młodziana
- Psalmus vitalis
- Exercitationes quaedam spirituales